# 奠都
奠都（てんと）とは、新たに都を定める事をいう。
これは遷都とは異なる。遷都は前の都を廃止し首都を新設するという意味だが奠都は前の首都を残したまま新たに都を造るという意味である。

## 主な事例
- 最初の事例は神武天皇が即位と同時に橿原に都を遷す橿原奠都の詔である。
- 明治天皇が東京に移った際は、京都を都として残す形をとり遷都（せんと）ではなく東京奠都が行われた[1]。